# 後閑村
後閑村（ごかんむら）は群馬県の西部、碓氷郡に属していた村。

## 地理
- 河川：九十九川、後閑川

## 歴史
- 1889年（明治22年）4月1日 - 町村制施行により、下後閑村、中後閑村、上後閑村が合併して後閑村が成立。
- 1955年（昭和30年）3月1日 - （旧）安中町、原市町、磯部町、東横野村、岩野谷村、板鼻町、秋間村と合併して安中町を新設。
- 1958年（昭和33年）11月1日 - 安中町が市制施行して安中市となる。